# Francisco Hormazábal
Francisco Hormazábal   (Aguas Blancas, 4 de juliol de 1920 - Santiago de Xile, 13 de gener de 1990), conegut com a Pancho Hormazábal, fou un futbolista xilè de la dècada de 1940 i posteriorment entrenador.
Pel que fa a clubs, defensà els colors de Colo-Colo durant gairebé una dècada. Fou 4 cops internacional amb la selecció de Xile l'any 1945.
Com a entrenador destacà a Independiente Santa Fé, club amb el qual fou campió colombià el 1975.
Trajectòria com a entrenador:
- 1950: Fiap
- 1953: Palestino
- 1953–1956: O'Higgins Braden / O'Higgins
- 1957–1958: Colchagua
- 1959–1960: Unión Española
- 1962: Ferrobádminton
- 1963–1965:  Xile
- 1963: Santiago Morning
- 1964: Deportes Temuco
- 1966–1967: Independiente Medellín
- 1968–1969: Antofagasta Portuario
- 1970–1971: Colo-Colo
- 1972: Santiago Wanderers
- 1972–1973: Independiente Medellín
- 1974: Pereira
- 1975–1976: Santa Fé
- 1977–1981: Unión Magdalena
- 1982: Pereira
- 1983–1984: Huachipato
- 1985: Audax Italiano